# فنسنت تشاو
فنسنت تشاو (بالصينية المبسطة: 赵文卓)‏ هو ممثل صيني، ولد في 10 أبريل 1972 في الصين.

## وصلات خارجية
- فنسنت تشاو على موقع IMDb (الإنجليزية)
- فنسنت تشاو على موقع ألو سيني (الفرنسية)
- فنسنت تشاو على موقع قاعدة بيانات الفيلم (الإنجليزية)
- فنسنت تشاو على موقع كينوبويسك (الروسية)